# Вълчицата
„Вълчицата“ е български игрален филм (драма) от 1965 година на режисьора Рангел Вълчанов, по сценарий на Хаим Оливер с участието на Рангел Вълчанов. Оператор е Димо Коларов. Музиката във филма е композирана от Васил Казанджиев.
Във филма се разказва за една девойка, чийто прякор е Вълчицата. Тя е в трудововъзпитатено училище за момичета, но бяга от него шест пъти. Всеки път я залавят и връщат обратно. Тя е със свободен дух и не обича да се подчинява на авторитети. Обича да пее, особено италианска музика.

## Актьорски състав
- Илка Зафирова – Ани Чикирова - „Вълчицата“
- Георги Калоянчев – Кондов
- Наум Шопов – Кирилов
- Красимира Апостолова – Дългата Мара
- Антоанета Немска – Елена Данкина
- Мария Камберска – Дребосъче 1
- Ася Барбова – Дребосъче 2
- Георги Черкелов – следователят
- Михаил Михайлов – прокурорът
- Цвятко Николов – Петров
- Аспарух Сариев – портиерът
- Илия Добрев – Петьо
- Борис Шарланджиев – учителят по физкултура

В епизодите:
- Златина Дончева (като З. Дончева)
- Р. Илиева
- М. Сариков
- Н. Тодоров
- Е. Цанкова
- Р. Раданов
- С. Зенгелекова
- Е. Станчев
- Р. Данилова
- Г. Цветанов

и други